# Kambodżańskie Siły Powietrzne
Kambodżańskie Wojska Powietrzne zostały odtworzone po 1985 roku i składały się z kilku śmigłowców. Rok później zaczęto używać chińskiego samolotu Shenyang, który został dostarczony w latach 70. Większość kambodżańskiego sprzętu to zużyty sprzęt chiński wycofany w latach 1988–1989 ze służby. Głównym filarem kambodżańskich sił powietrznych są samoloty MiG-21, które zostały dostarczone w latach 1988-89. Latają na nich piloci z państw WNP. Na wyposażeniu jest też kilka szturmowców Shenyang i 3 Mi-24 oraz śmigłowce transportowe typu Mi-17, które mogą służyć także desantowi.